# Ernst Boris Chain
Ernst Boris Chain (Berlino, 17 giugno 1906 – Castlebar, 12 agosto 1979) è stato un farmacologo e biochimico tedesco naturalizzato britannico.
Assieme all'anatomopatologo australiano Howard Walter Florey isolò e purificò la penicillina, scoperta nel 1928 da Alexander Fleming, ed eseguì il primo trial clinico su questo antibiotico. Assieme a Florey e Fleming nel 1945 ottenne il Premio Nobel per la medicina e la fisiologia.

## Gli studi giovanili
Tedesco di nascita, nacque in una famiglia di imprenditori attivi nel campo della chimica industriale. Laureatosi in chimica nel 1930 all'Università Friedrich Wilhelm di Berlino, fu poi assunto come ricercatore all'ospedale della Charité di Berlino, dove lavorò per tre anni conducendo ricerche sugli enzimi. Nel 1933, con l'ascesa al potere del nazismo e le conseguenti persecuzioni antisemitiche, Chain emigrò in Gran Bretagna, dove lavorò dapprima presso la scuola di Biochimica dell'Università di Cambridge (Fitzwilliam College), dove si occupò di fosfolipidi sotto la guida del futuro vincitore del premio Nobel Frederick Gowland Hopkins.
In seguito, nel 1935, passò all'Università di Oxford dove ottenne la cattedra di patologia chimica alla Sir William Dunn School of Pathology. Fu per l'appunto in quegli anni che Chain, con l'obiettivo di mettere a punto agenti antinfettivi, scoprì alcune sostanze naturali con efficace funzione antibatterica. In collaborazione con Florey, cominciò pertanto l'indagine sistematica sulle proprietà di tali sostanze e in particolare sulla penicillina. Chain riuscì a produrre penicillina in forma pura, applicandola con successo in ambito medico. Nel 1945 ricevette il Premio Nobel per la Medicina e la Fisiologia insieme a Fleming e Florey per gli studi sulla penicillina, di cui rinunciò, per motivi etici, a brevettare il suo metodo di preparazione.

## Dopo il premio Nobel
Dietro richiesta dell'UNRRA seguì la realizzazione di diversi impianti di produzione di penicillina in Europa (in particolare, fu spesso in visita in Cecoslovacchia). Principalmente per i suoi contatti con l'Europa orientale, gli Stati Uniti gli negarono il visto d'ingresso nel 1951, nonostante il viaggio fosse patrocinato dalla WHO.
Mancando i mezzi necessari per proseguire le sue ricerche ad Oxford, nel 1948 venne reclutato con un contratto speciale dall'allora direttore dell'Istituto Superiore di sanità (ISS) Domenico Marotta, e messo a capo del Centro Internazionale di Chimica Microbiologica presso l'ISS. Presso l'ISS gestì l'impianto pilota per lo studio delle fermentazioni e la fabbrica di penicillina interna all'istituto, inaugurata nel 1952. A Roma Chain si interessò da un lato nella ricerca biochimica, puntando sul metabolismo dei carboidrati e sul meccanismo di azione dell'insulina, e dall'altro sullo sviluppo delle tecniche di fermentazione per la produzione di antibiotici, soprattutto per la produzione della penicillina.
Chain ritornò a Londra nel 1963 per insegnare biochimica all'Imperial College di Londra, dove rimase fino alla fine dell'attività (1973). Nel 1969 venne fatto baronetto. Si interessò molto alla questione ebraica. Ebbe numerosi premi e riconoscimenti a livello internazionale.